# Contraintes de première et deuxième classe
Ne doit pas être confondu avec Contraintes primaires et secondaires.
Une contrainte de première classe est une quantité dynamique dans un système Hamiltonien avec contraintes dont le crochet de Poisson avec toutes les autres contraintes s'annule sur la surface de contraintes dans l'espace de phase (la surface de contraintes est l'ensemble des points où toutes les contraintes s'annulent simultanément dans l'espace de phase). Une contrainte de deuxième classe est une contrainte qui possède au moins un crochet de Poisson non-nul (sur la surface de contraintes) avec les autres contraintes.

## Exemples

### Une particule sur une sphère
On commence avec une action décrivant une particule Newtonienne de masse {\displaystyle m}, contrainte de bouger sur la surface d'une sphère de rayon {\displaystyle R} plongée dans un champ gravitationnel uniforme {\displaystyle g}. En mécanique Lagrangienne, il existe plusieurs façons d'implémenter cette contrainte : une façon optimale serait de passer en coordonnées sphériques et de fixer le rayon {\displaystyle r=R}, mais on ne peut pas toujours aisément trouve pour une contrainte un système de coordonnées qui permet d'encoder la contrainte aussi simplement. C'est pourquoi il faut développer des méthodes plus systématiques. Pour l'exemple, ce sera un multiplicateur de Lagrange qui sera utilisé.
L'action du système à l'étude est donnée par 
{\displaystyle S=\int dtL=\int dt\left[{\frac {m}{2}}({\dot {x}}^{2}+{\dot {y}}^{2}+{\dot {z}}^{2})-mgz+{\frac {\lambda }{2}}(x^{2}+y^{2}+z^{2}-R^{2})\right]}
où le dernier terme est le multiplicateur de Lagrange qui encode la contrainte.
Les moments canoniques conjugués sont donnés par
{\displaystyle p_{x}=m{\dot {x}},~~~p_{y}=m{\dot {y}},~~~p_{z}=m{\dot {z}},~~~p_{\lambda }=0~.}
Notez qu'on ne peut pas déterminer {\displaystyle {\dot {\lambda }}} à partir de l'impulsion.
L'Hamiltonien est donné par 
{\displaystyle H={\frac {p^{2}}{2m}}+mgz-{\frac {\lambda }{2}}(r^{2}-R^{2})+u_{1}p_{\lambda }+u_{2}(r^{2}-R^{2})~.}
À ce stade-ci, il n'est pas encore possible d'éliminer {\displaystyle {\dot {\lambda }}}. On traite {\displaystyle {\dot {\lambda }}} comme une abréviation faisant référence à une fonction de l'espace symplectique (qui reste encore à déterminer) et non comme une variable indépendante. À des fins de notation, on définit {\displaystyle u_{1}={\dot {\lambda }}}. L'Hamiltonien ci-dessus avec le terme {\displaystyle p_{\lambda }} est l'Hamiltonien "naïf". Bien entendu, sur la surface de contraintes, la contrainte encodée avec le multiplicateur de Lagrange doit être satisfaite, et on ne peut pas distinguer l'Hamiltonien naïf de l'Hamiltonien avec le coefficient indéterminé {\displaystyle {\dot {\lambda }}=u_{1}}.
La contrainte primaire est
{\displaystyle p_{\lambda }=0~.}
À des fins de cohérence, on veut que la contrainte soit conservée dans le temps. Cela veut dire que le crochet de Poisson de toutes les contraintes primaires avec le Hamiltonien doit s'annuler sur la surface de contraintes. En d'autres mots, cela correspond à exiger que chacune des contraintes soit identiquement zéro sur la surface de contraintes, et qu'elle le reste.
À partir de cette condition, on obtient donc immédiatement le contrainte secondaire
{\displaystyle r^{2}-R^{2}=0~.}
Encore une fois, on doit ajouter cette contrainte dans l'Hamiltonien avec un coefficient {\displaystyle u_{2}}. L'Hamiltonien est donc
{\displaystyle H={\frac {p^{2}}{2m}}+mgz-{\frac {\lambda }{2}}(r^{2}-R^{2})+u_{1}p_{\lambda }+u_{2}(r^{2}-R^{2})~.}
De même, on obtient la contrainte tertiaire {\displaystyle {\vec {p}}\cdot {\vec {r}}=0} en demandant que la contrainte {\displaystyle \{r^{2}-R^{2},\,H\}_{PB}=0} sur la surface de contraintes.
On devrait encore ajouter cette dernière contrainte à l'Hamiltonien puisque cela ne fait aucune différence sur la surface de contraintes. On obtient donc l'Hamiltonien
{\displaystyle H={\frac {p^{2}}{2m}}+mgz-{\frac {\lambda }{2}}(r^{2}-R^{2})+u_{1}p_{\lambda }+u_{2}(r^{2}-R^{2})+u_{3}{\vec {p}}\cdot {\vec {r}}~,}
où {\displaystyle u_{1}}, {\displaystyle u_{2}}, et {\displaystyle u_{3}} sont des inconnues.
La condition de cohérence de la contrainte tertiaire s'écrit
{\displaystyle \{{\vec {p}}\cdot {\vec {r}},\,H\}_{PB}={\frac {p^{2}}{m}}-mgz+\lambda r^{2}-2u_{2}r^{2}=0~.}
Cette équation ne mène pas à une contrainte quaternaire car il y a une inconnue libre qui peut être fixée pour résoudre l'équation :
{\displaystyle u_{2}={\frac {\lambda }{2}}+{\frac {1}{r^{2}}}\left({\frac {p^{2}}{2m}}-{\frac {1}{2}}mgz\right)~.}
Puisqu'on a de nouveaux termes dans l'Hamiltonien, il faut revenir en arrière pour revérifier les conditions de cohérence des contraintes primaires et secondaires. En particulier, pour la contrainte secondaire, on obtient
{\displaystyle {\frac {2}{m}}{\vec {r}}\cdot {\vec {p}}+2u_{3}r^{2}=0~.}
Cette équation est résolue par
{\displaystyle u_{3}=-{\frac {{\vec {r}}\cdot {\vec {p}}}{mr^{2}}}~.}
À ce point-ci, l'analyse est terminée. Toutes les contraintes sont cohérentes entre elles et on ne peut plus les simplifier davantage. L'Hamiltonien est
{\displaystyle H=\left(2-{\frac {R^{2}}{r^{2}}}\right){\frac {p^{2}}{2m}}+{\frac {1}{2}}\left(1+{\frac {R^{2}}{r^{2}}}\right)mgz-{\frac {({\vec {r}}\cdot {\vec {p}})^{2}}{mr^{2}}}+u_{1}p_{\lambda }~.}
Lors de la dérivation des équations du mouvement, c'est cet Hamiltonien qu'il faut utiliser. La dynamique obtenue est la bonne, mais il faut s'assurer de simplifier les contraintes seulement une fois que les crochets de Poisson ont été calculés. En particulier, on obtient
{\displaystyle {\dot {\vec {r}}}=\{{\vec {r}},\,H\}_{PB},\quad {\dot {\vec {p}}}=\{{\vec {p}},\,H\}_{PB},\quad {\dot {\lambda }}=\{\lambda ,\,H\}_{PB},\quad {\dot {p}}_{\lambda }=\{p_{\lambda },H\}_{PB}~.}
On peut maintenant classifier les contraintes de première et deuxième classe. Si on définit les trois contraintes qui restent finalement dans l'Hamiltonien par
{\displaystyle \phi _{1}=p_{\lambda },\quad \phi _{2}=r^{2}-R^{2},\quad \phi _{3}={\vec {p}}\cdot {\vec {r}}~,}
le seul crochet de Poisson non-nul obtenu est le suivant :
{\displaystyle \{\phi _{2},\phi _{3}\}=2r^{2}\neq 0~.}
Puisque ce crochet de Poisson est non-nul même sur la surface de contraintes, on dit que {\displaystyle \phi _{2}} et {\displaystyle \phi _{3}} sont des contraintes de deuxième classe  alors que {\displaystyle \phi _{1}} est une contrainte de première classe car son crochet de Poisson avec toutes les contraintes s'annule sur la surface de contraintes.
Intuitivement, dans cet exemple, {\displaystyle \phi _{2}} et {\displaystyle \phi _{3}} correspondent à une paire symplectique et sont donc des contraintes qui permettent d'éliminer des degrés de liberté non-physiques. Dirac a prouvé qu'il est possible de définir un crochet de Poisson modifié en toute généralité, le crochet de Dirac, qui est tel que le crochet de Dirac de n'importe quelle fonction (lisse) avec n'importe quelle contrainte de deuxième classe s'annule. Ceci permet de se débarrasser effectivement de la dépendance des contraintes de deuxième classe, qui sont indésirables lorsque vient le temps de quantifier un système.